# Lukousaurus yini
Lukousaurus yini è un crocodilomorfo del Giurassico inferiore, i cui resti sono stati rinvenuti in Cina.

## Classificazione
Lukousaurus era originariamente classificato come dinosauro teropode nella descrizione originale. Tuttavia, Irmis (2004) e Knoll et al. (2012) non considerano questo taxon un teropode e invece trovano che sia un coccodrillo basale.